# Samoainseln
Samoa (auch Samoainseln oder Samoa-Inseln, seltener die Samoanischen Inseln) ist eine Gruppe von vier größeren und einigen kleineren Inseln innerhalb von Polynesien. Sie liegen entlang einer ungefähren Ost-West-Achse südlich von Kiribati, nordöstlich von Fidschi und nördlich von Neuseeland im zentralen Pazifischen Ozean und sind Teil von Ozeanien.
Die größeren Inseln der Gruppe sind vulkanischen Ursprungs und von schroffen, dicht bewachsenen Berghängen gekennzeichnet. Der Vulkan Matavanu auf der Insel Savaiʻi ist aktiv. Die kleineren Inseln sind aus Korallenriffen entstanden. Nicht alle Inseln sind bewohnt. Höchster Punkt der Gruppe ist, mit etwa 1858 m, der Vulkan Silisili auf Savaiʻi.

## Geschichte
Jacob Roggeveen nannte die Inselgruppe 1722 „Bouman Eylanden“ (deutsch: Baumanninseln) nach Kapitän Cornelis Bouman, dem Kommandanten seines Schiffes Thienhoven. Louis Antoine de Bougainville taufte sie 1768 „îles du Navigateur“, ein Name, der in deutschsprachigen Veröffentlichungen als „Schifferinseln“ oder „Navigatorinseln“ auftaucht. Zeitweise wurde das Gebiet vom Deutschen Reich als Kolonialgebiet beansprucht. Politisch sind die Inseln seit dem Samoavertrag von 1899 auf zwei Staatsgebiete aufgeteilt.

## Politik
Politisch zählen die westlichen Inseln zum 1962 unabhängig gewordenen Staat Independent State of Samoa (samoanisch: Malo Saʻoloto Tutoʻatasi o Sāmoa), der von 1919 bis 1962 unter durch Neuseeland wahrgenommener Völkerbunds-Verwaltung stand und Westsamoa genannt wurde, mit der Hauptstadt Apia auf Upolu. Auf Deutsch lautet der heutige Name Unabhängiger Staat Samoa.
Die östlichen Inseln bilden seit 1929 das US-amerikanische Außengebiet Amerikanisch-Samoa, Hauptstadt ist Pago Pago auf Tutuila.

## Inseln von Samoa

### Westliche Inseln
- Savaiʻi (43.142 Einwohner, Stand: 2006), mehr Fläche als alle anderen zusammen
- Inseln in der Apolimastraße:
  - Apolima (unter 100 Einwohner)
  - Manono (unter 1.000 Einwohner)
  - Nuʻulopa, unbewohnt
- Upolu (134.400 Einwohner, Stand: 2001), mehr Einwohner als alle anderen zusammen
- Aleipata-Inseln (östlich Upolu), unbewohnt
  - Fanuatapu
  - Namua
  - Nuʻulua
  - Nuʻutele

### Östliche Inseln
- Tutuila (55.876 Einwohner, Stand: 2000)
  - Aunuʻu (476 Einwohner, Stand: 2000)
- Manuainseln
  - Taʻū (873 Einwohner, Stand: 2000)
  - Ofu-Olosega (289 Einwohner, Stand: 2000) und Olosega (216 Einwohner, Stand: 2000)
- Rose-Atoll auch Motu o Manu, Naturreservat
- Swains Island, kulturell mit Tokelau verbunden